# Ѕ
Cette page contient des caractères spéciaux ou non latins. S’ils s’affichent mal (▯, ?, etc.), consultez la page d’aide Unicode.
Ne doit pas être confondu avec la lettre latine esse ‹ S s ›, ni avec la lettre cyrillique dzwé ‹ Ꚃ ꚃ ›.

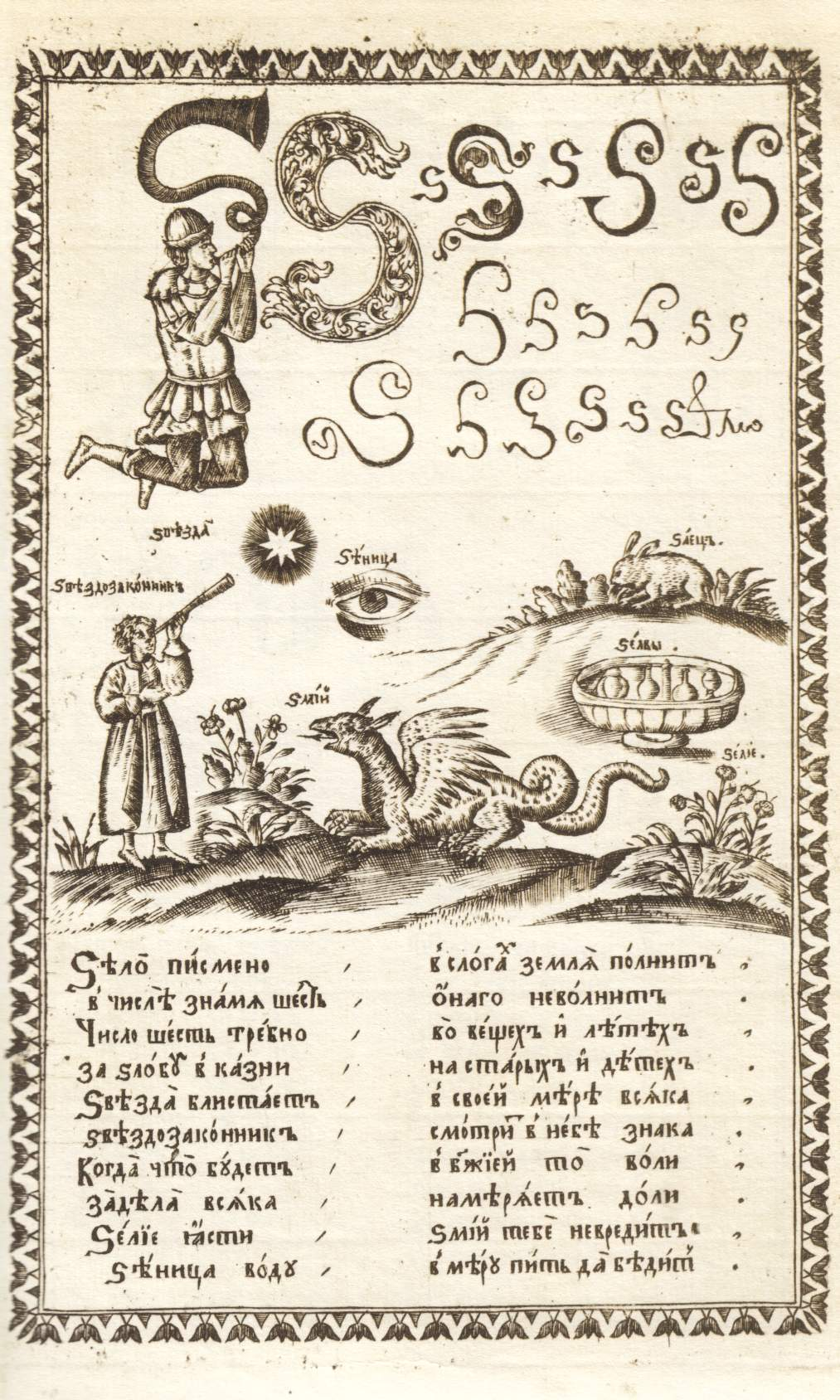
Les formes du dzé dans l’Alphabet de Karion Istomin de 1694.

La lettre dzé (capitale Ѕ, minuscule ѕ, API [dz]) est une lettre de l'alphabet cyrillique macédonien. Elle dérive de la lettre З (ze).

## Représentation informatique
Le dzé peut être représenté avec les caractères Unicode suivants (cyrillique) :
| formes    | représentations | chaînes de caractères | points de code | descriptions                    |
| --------- | --------------- | --------------------- | -------------- | ------------------------------- |
| capitale  | Ѕ               | Ѕ                     | U+0405         | lettre majuscule cyrillique dzé |
| minuscule | ѕ               | ѕ                     | U+0455         | lettre minuscule cyrillique dzé |